# Bandhavgarh-Nationalpark
Der Bandhavgarh-Nationalpark (Hindi बांधवगढ़ राष्ट्रीय उद्यान IAST Bāṃdhavagaḍha़ rāṣṭrīya udyāna) ist ein Nationalpark in Madhya Pradesh in Indien. Er umfasst eine Fläche von etwa 480 Quadratkilometern und liegt etwa 300 km südlich von Khajuraho in den Vindhya-Bergen. Der Park gilt als einer der verlässlichsten Orte, um wildlebende Tiger zu beobachten.

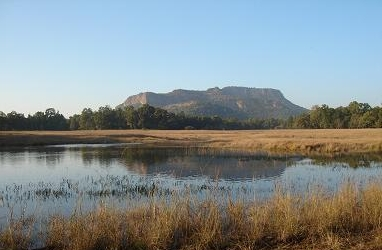
Das Fort auf der Anhöhe im Bandhavgarh-Nationalpark

## Geschichte
Bandhavgarh war Jagdgebiet der Maharajas von Rewa. Bevorzugte Jagdbeute war der majestätische Tiger. In den frühen 1960er Jahren, als die Wälder des Gebietes unter starker Wilderei litten, wurde ein Areal von etwa 105 km² durch den Maharaja Martand Singh unter Schutz gestellt. Das Schutzgebiet wurde von dieser Kernzone ausgehend weiter vergrößert und zum Nationalpark erklärt, der im Jahr 1982 etwa 448 km² umfasste. Heute ist der Park eines der am besten gemanagten Schutzgebiete, wobei die örtliche Bevölkerung mit einbezogen wird.

## Beschreibung
Die hügelige Landschaft ist von einem Plateau beherrscht auf dem einst das Fort der Maharajas stand. Im näheren Umkreis befinden sich wildreiche Grasgebiete, die aus Sümpfen hervorgegangen sind, die ihrerseits einst zum Schutz des Forts angelegt wurden. Einige dieser Sümpfe existieren noch. Im Übrigen dominieren Salwälder.

## Fauna

Bengaltiger in Bandhavgarh

Die bekannteste Tierart des Parks ist der Bengaltiger, von dem im Jahr 1997 knapp 50 Tiere im Park lebten. Die Großkatzen sind wenig scheu und lassen sich hier besonders gut beobachten.
In diesem Gebiet wurde 1957 ein weißer Tiger gefangen, dessen Nachkommen in Zoos und Zirkussen weltweit zu sehen sind. Weitere Raubtierarten des Gebietes sind Leopard, Streifenhyäne, Lippenbär, Wildhund, Rohrkatze, Goldschakal, Fleckenmusang und Indischer Mungo. Die großen Pflanzenfresser sind durch Sambarhirsche, Axishirsche, Indische Muntjaks, Fleckenkantschile, Vierhornantilopen, Indische Gazellen, Nilgauantilopen, und Wildschweine vertreten. Unter den Säugetieren sind weiterhin das Vorderindische Schuppentier und der Langur zu nennen. Daneben kommen etwa 200 Vogelarten im Park vor.
Im Jahr 1995 kam im Park noch ein Restbestand des Gaurs vor, doch verschwanden die gewaltigen Wildrinder aus ungeklärten Gründen in den folgenden Jahren. Mittlerweile wurde der Gaur im Park wieder angesiedelt. So wurden 2011 19 Tiere und 2012 31 Tiere aus dem Kanha-Nationalpark nach Bandhavgarh gebracht.